# Robert W. Fassold
 (janvier 2019).
Robert W. Fassold, né le 10 juin 1933 à London en Ontario et mort le 2 juillet 2018 à Ottawa, est un surgeon general (en).

## Biographie
Robert W. Fassold naît le 10 juin 1933, à London en Ontario, ses parents sont Walter et Ann (Terry) Fassold. 
Il étudie à "l'Université Western Ontario, où il obtient un baccalauréat universitaire en 1955 et un diplôme en médecine en 1968, "dans le cadre du Military Medical Training Plan (MMTP)".
Il est affecté au 412e Escadron de Transport en 1959, pilotant d'abord le Dakota et le VIP B-25s.
De 1980 à 1985, il occupe le poste de médecin général adjoint avec le grade de brigadier-général.
Il meurt le 2 juillet 2018 à l'Ottawa Civic Hospital (en),.

## Récompense
- Très vénérable ordre de Saint-Jean